# Onel Hernández
Onel Lázaro Hernández Mayea (1 de febrer de 1993) és un futbolista professional cubà amb nacionalitat alemanya que juga de volant en el Norwich City FC anglés.